# Gare d'Argenteuil
Pour les articles homonymes, voir Gare d'Argenteuil (homonymie).
La gare d'Argenteuil est une gare ferroviaire française de la ligne de Paris-Saint-Lazare à Mantes-Station par Conflans-Sainte-Honorine et de la ligne de Paris-Saint-Lazare à Ermont - Eaubonne, située sur le territoire de la commune d'Argenteuil, dans le département du Val-d'Oise, en région Île-de-France.
C'est une gare SNCF desservie par les trains du réseau Transilien Saint-Lazare (ligne J).
Desservant la troisième ville de la région en population, elle est une des plus fréquentées du réseau. Elle fut immortalisée par Claude Monet, qui habita un temps à proximité immédiate, dans une toile datée de 1872.

## Situation ferroviaire

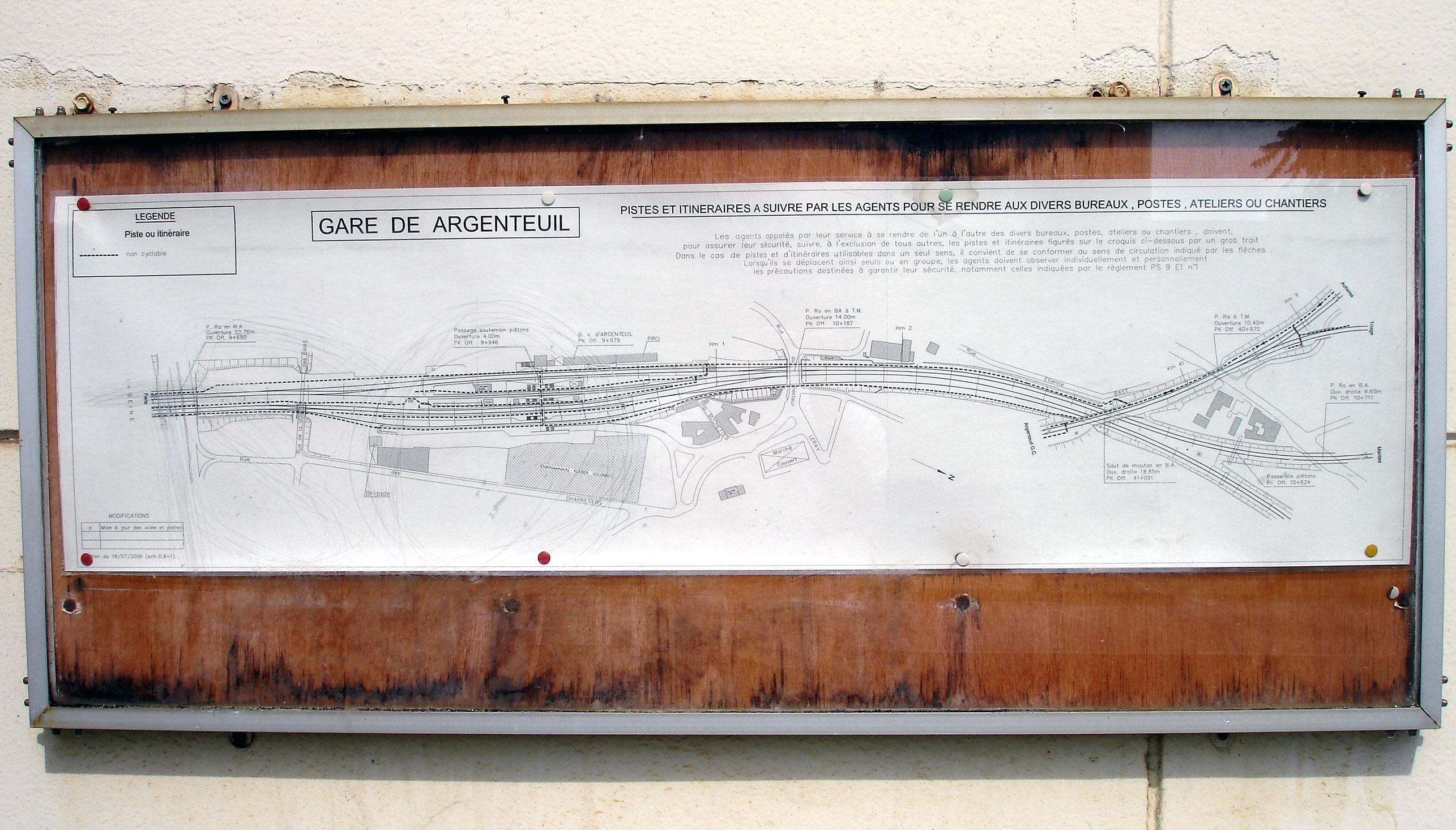
Plan des voies en 2006.

Cette gare est située au point kilométrique 9,971 des lignes de Paris-Saint-Lazare à Mantes-Station par Conflans-Sainte-Honorine et de Paris-Saint-Lazare à Ermont - Eaubonne. Son altitude est de 36 mètres.
La ligne de Grande Ceinture passe à proximité immédiate de la gare et dessert un établissement spécifique, construit en 1878 dans le style Troisième République mais fermé au trafic voyageurs depuis 1930, la gare d'Argenteuil-Grande-Ceinture.

## Histoire

### La première gare d'Argenteuil (1851-1863)
En 1851, la Compagnie du chemin de fer de Paris à Saint-Germain ouvre une nouvelle ligne entre Asnières-sur-Seine et la rive gauche de la Seine en face d'Argenteuil. Pour se rendre à Paris, via la gare Saint-Lazare, il faut emprunter le pont d'Argenteuil, à péage, pour gagner l'embarcadère du chemin de fer situé à Gennevilliers à la limite avec Colombes (ancienne gare d'Argenteuil). En 1855, la compagnie fusionne avec d'autres pour former la Compagnie des chemins de fer de l'Ouest.

### La seconde gare d'Argenteuil

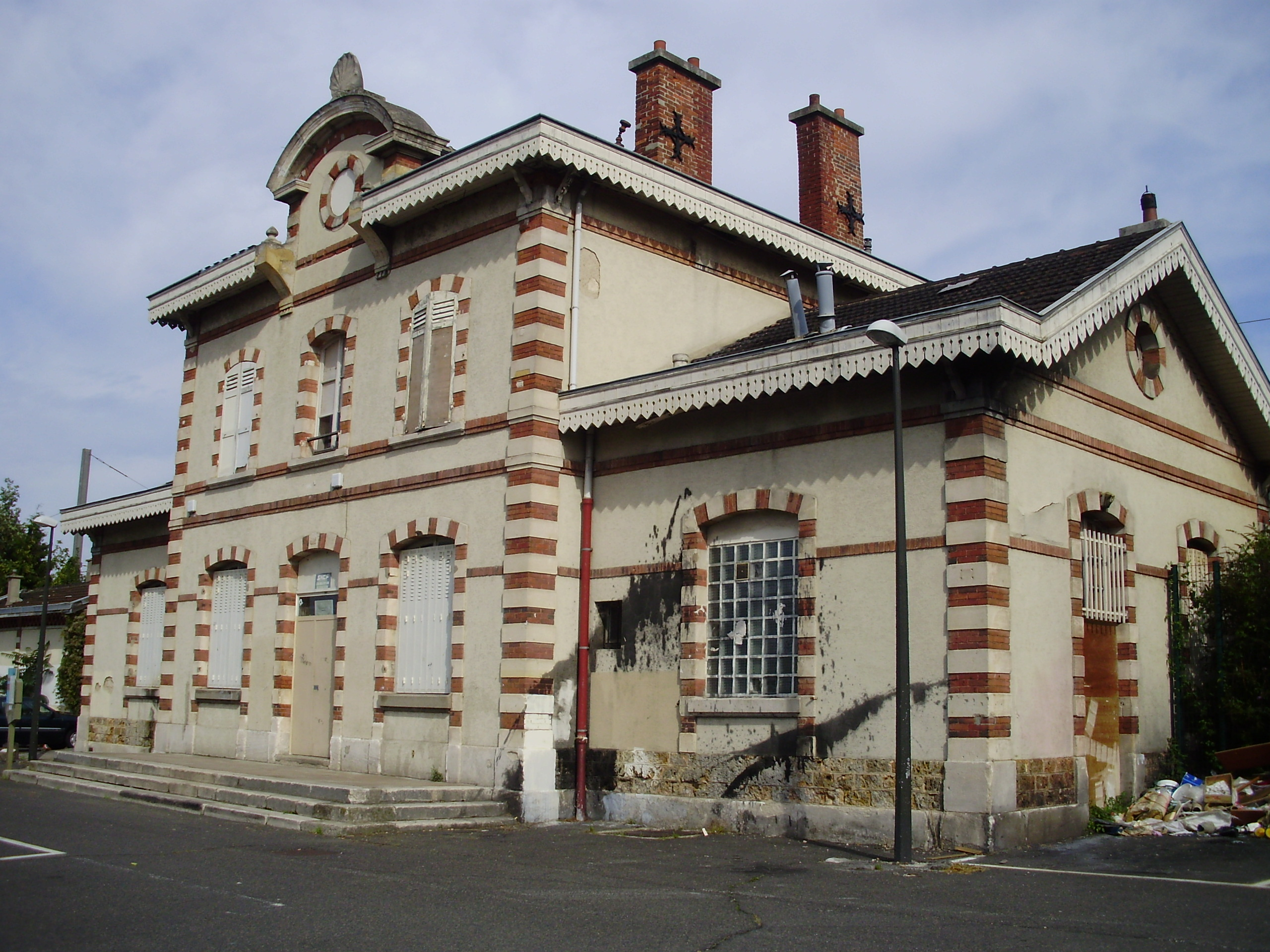
Vue de la gare d'Argenteuil - Grande-Ceinture, place Aristide-Briand.

Une courte ligne de cinq kilomètres entre Argenteuil et Ermont-Eaubonne est concédée à la Compagnie des chemins de fer du Nord par une convention signée le 21 juin 1857 entre le ministre des Travaux publics et la Compagnie, approuvée par un décret impérial le 26 juin 1857. Afin de créer une jonction entre les deux réseaux du Nord et de l'Ouest, cette section est établie à frais communs par les deux compagnies. La ligne est mise en service en 1863 et la gare de l'Ouest est alors déplacée de l'autre côté de la Seine à son emplacement actuel.

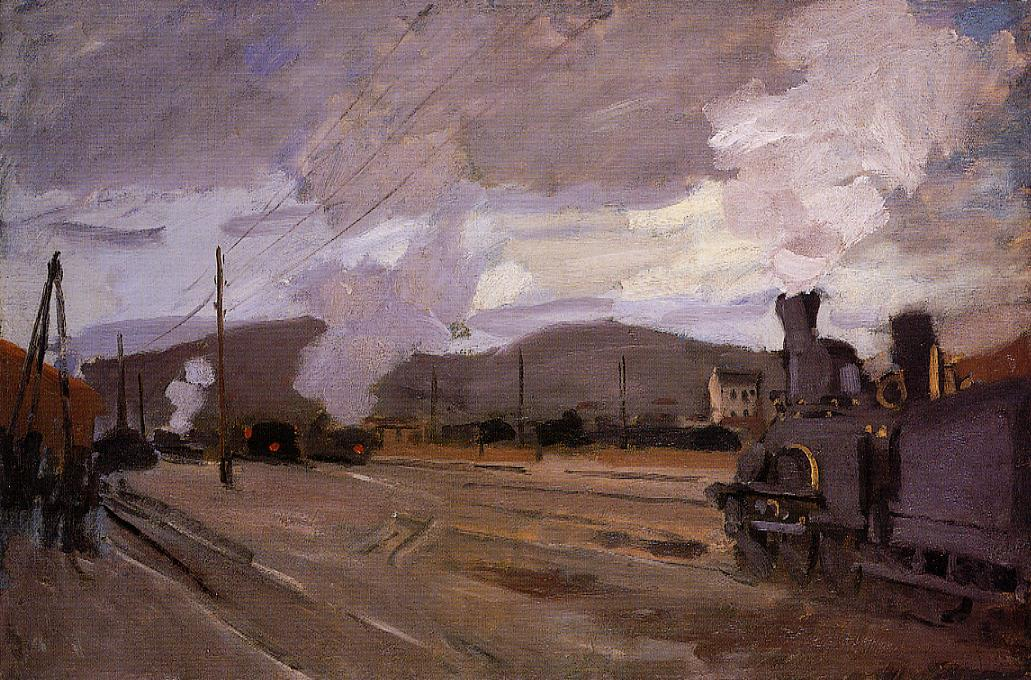
La gare d'Argenteuil, vue par Claude Monet en 1872.

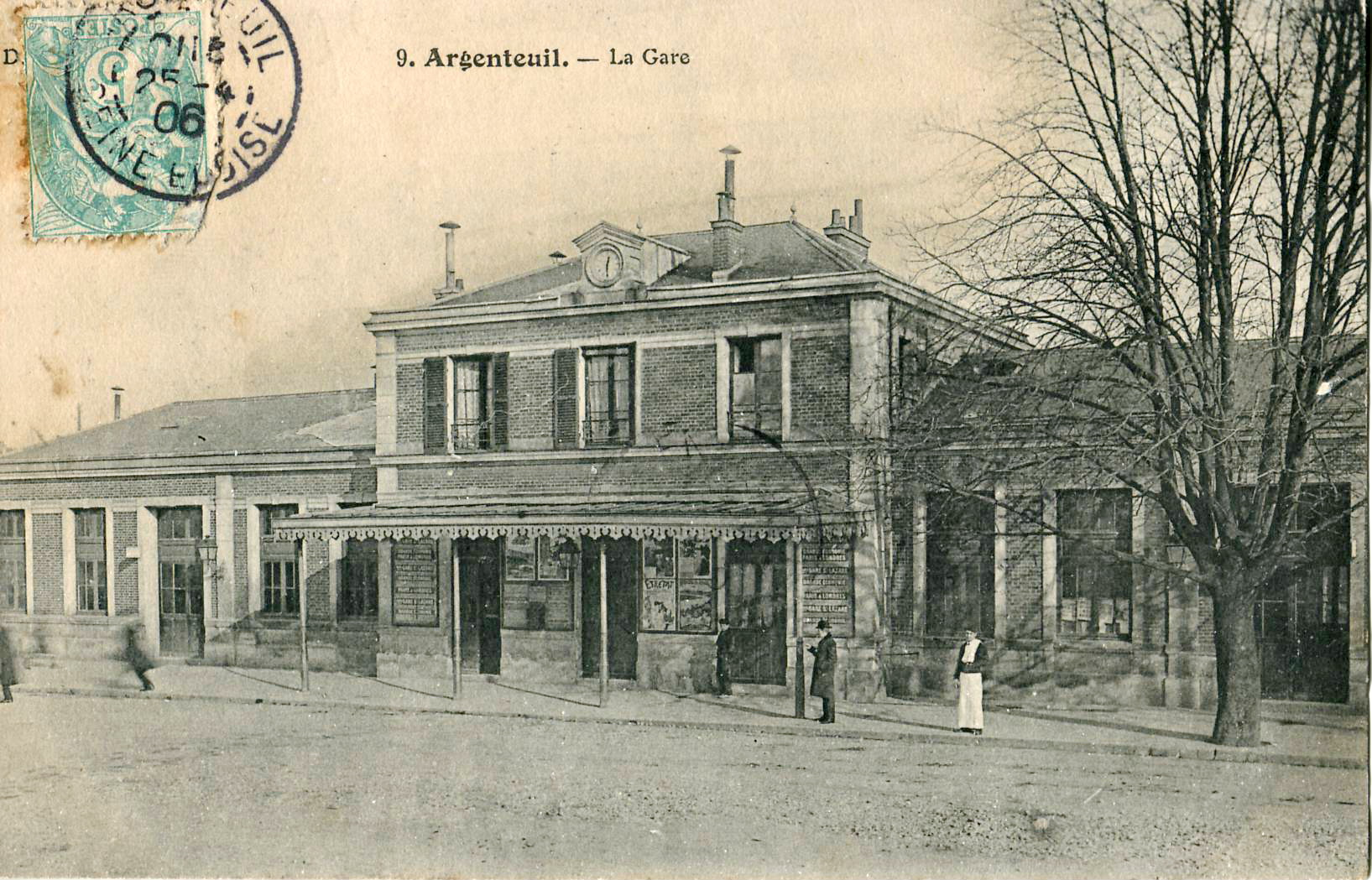
La gare « ouest » au début du XX

Les trains desservent alors Pontoise en empruntant cette nouvelle ligne, puis le raccordement de Cernay (entre les gares de Sannois et de Cernay) et enfin la ligne Saint-Denis - Pontoise, qui appartient également à la Compagnie du Nord. D'autres trains, dits circulaires, relient Paris-Saint-Lazare à Paris-Nord via Ermont-Eaubonne.
Pendant le siège de Paris en 1870-1871, les Allemands incendient la gare.
En 1892, la ligne entre Argenteuil et Mantes par Conflans est ouverte au trafic. Les trains desservant Pontoise empruntent ce nouvel itinéraire, appartenant intégralement à la Compagnie de l'Ouest.
Durant les années 1920, les cisaillements de voies à Ermont, rendus de plus en plus délicats par la croissance constante du trafic, font suspendre la desserte circulaire : le tronçon Argenteuil - Ermont-Eaubonne devient une simple navette isolée. Cette section est une des dernières de banlieue à être électrifiée, en mai 1983. Du 25 septembre 1988 au 9 juillet 2006, ce tronçon est desservi par des trains de la ligne C du RER, en terminus à Argenteuil. Cette branche du RER est supprimée et remplacée depuis le 27 août 2006 par une nouvelle desserte directe Saint-Lazare - Argenteuil - Ermont.
Depuis le boulevard Karl-Marx (côté ouest), un passage souterrain permet d’accéder aux quais. À l’autre extrémité (côté est), il débouche sur une voie publique sans nom qui se termine place Aristide-Briand devant la gare d'Argenteuil - Grande-Ceinture où une station du tramway T11 pourrait être implantée si ce dernier est prolongé jusqu'à Sartrouville.

## Fréquentation
De 2015 à 2023, selon les estimations de la SNCF, la fréquentation annuelle de la gare s'élève aux nombres indiqués dans le tableau ci-dessous.
| Année     | 2015       | 2016       | 2017       | 2018       | 2019       | 2020      | 2021       | 2022       | 2023       |
| --------- | ---------- | ---------- | ---------- | ---------- | ---------- | --------- | ---------- | ---------- | ---------- |
| Voyageurs | 14 929 217 | 15 388 969 | 15 608 674 | 16 094 786 | 16 219 640 | 8 869 575 | 14 527 144 | 16 033 835 | 15 911 703 |

## Correspondances

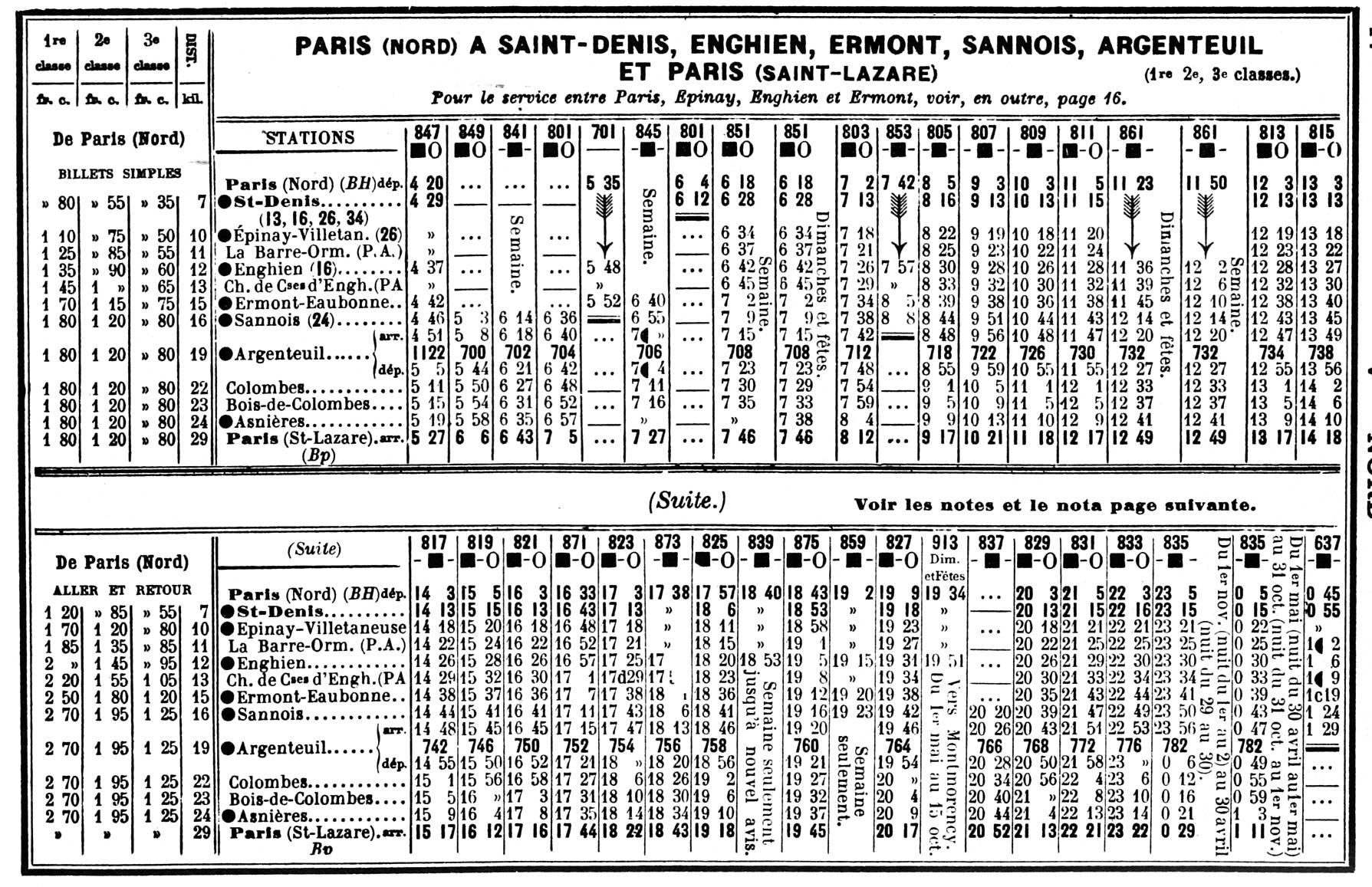
En 1914, des trains relient Paris-Saint-Lazare à Paris-Nord via Argenteuil et Ermont-Eaubonne.

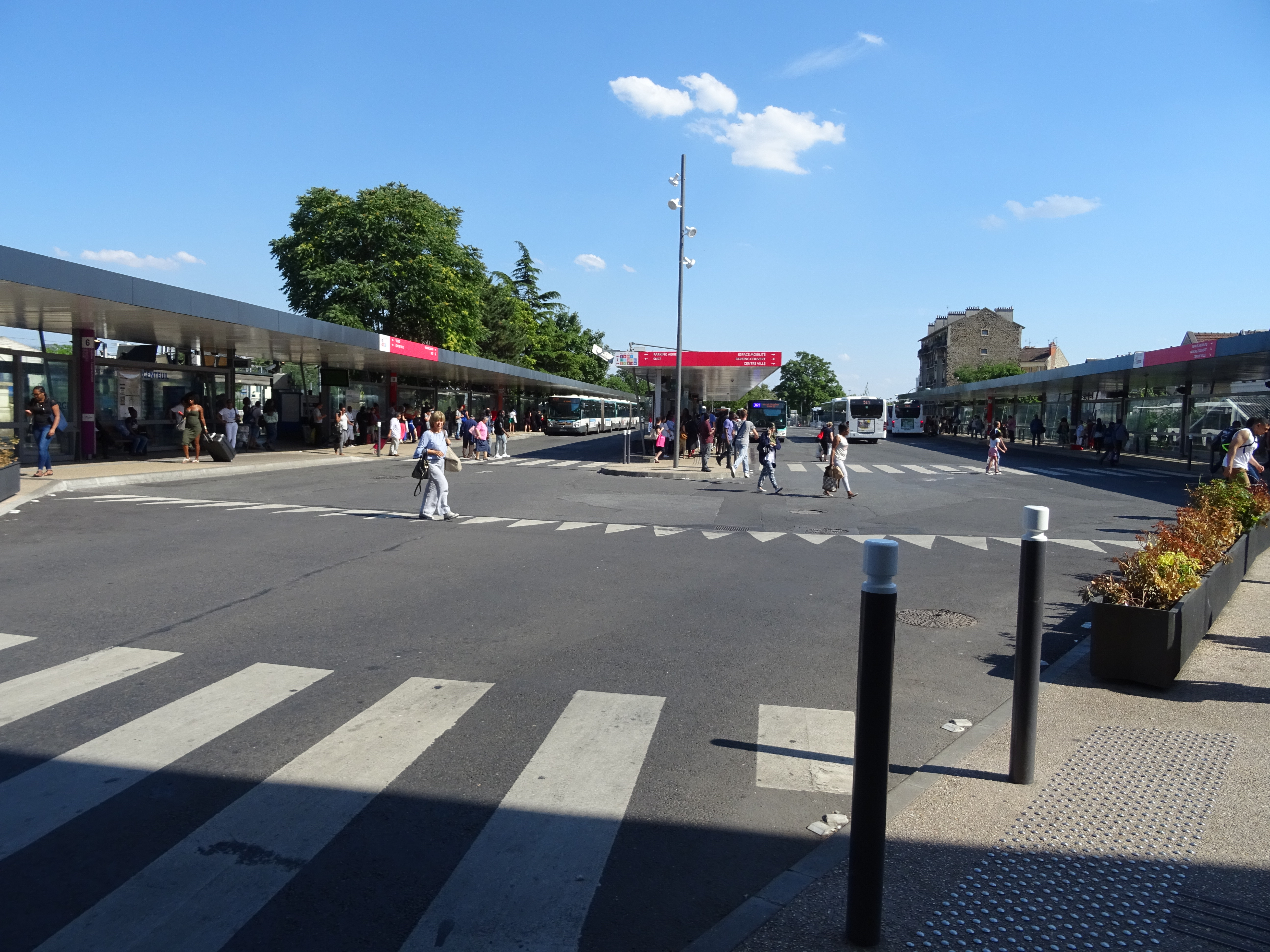
La gare routière d'Argenteuil.

La gare est desservie par les lignes 140, 272, 340 et 361 du réseau de bus RATP, par les lignes 1, 2, 4, 6, 7, 8, 9 et 18 du réseau de bus Argenteuil - Boucles de Seine, par les lignes 30-42 et 95-19 du réseau de bus Val Parisis, par la ligne 1516 du réseau de bus de la Vallée de Montmorency et, la nuit, par la ligne N52 du réseau Noctilien.

## Projets
Une réouverture de la gare d'Argenteuil-Grande-Ceinture lors du prolongement de la ligne 11 du tramway d'Île-de-France est prévue à l'horizon 2033 lors de la mise en service de la phase 2 de ladite ligne. Elle sera en correspondance avec la gare de la ligne J.
Elle pourrait ultérieurement (2040) être desservie par la ligne 19 du métro de Paris.

## Galerie de photographies

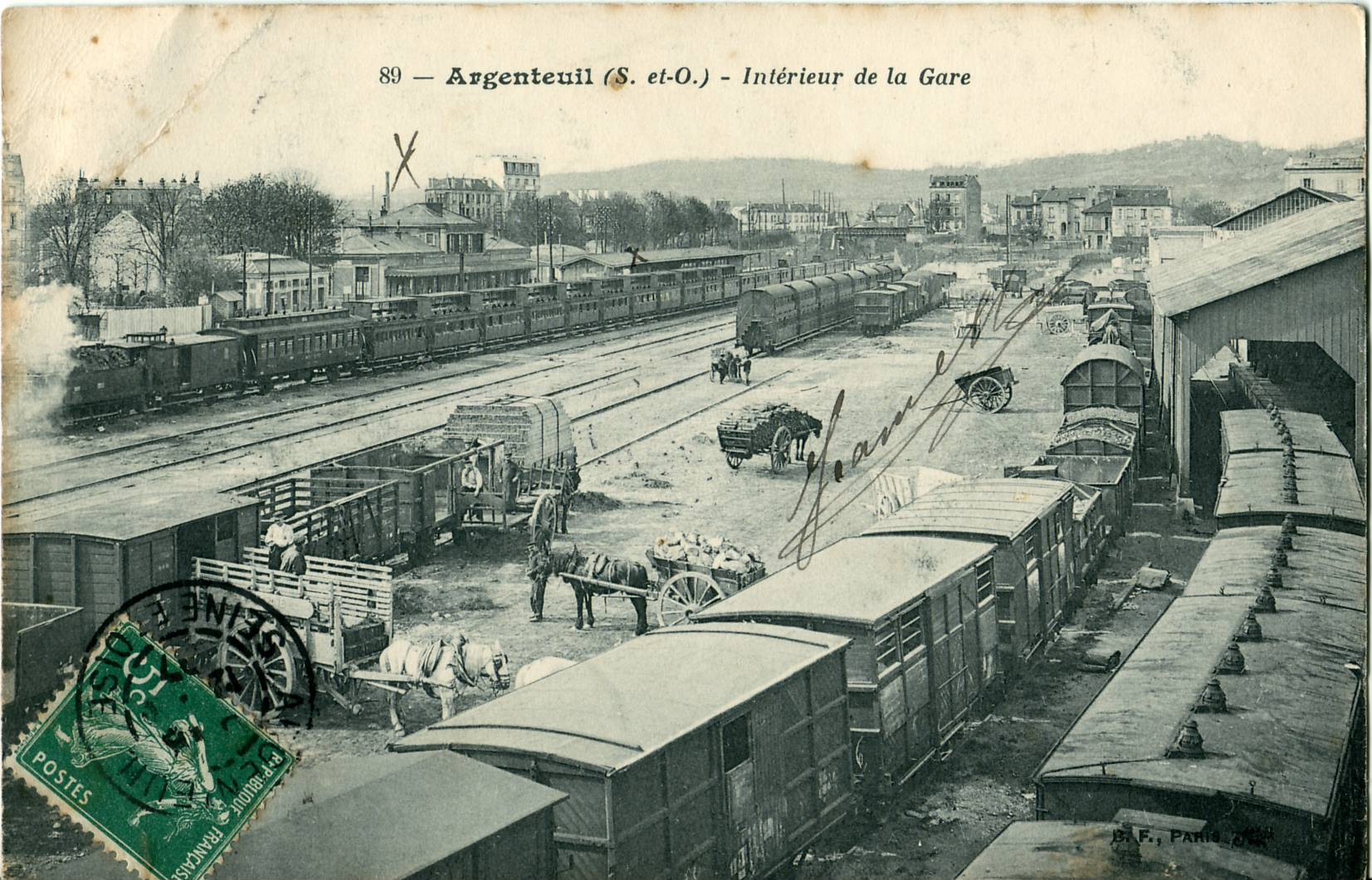
La gare, avant 1907.
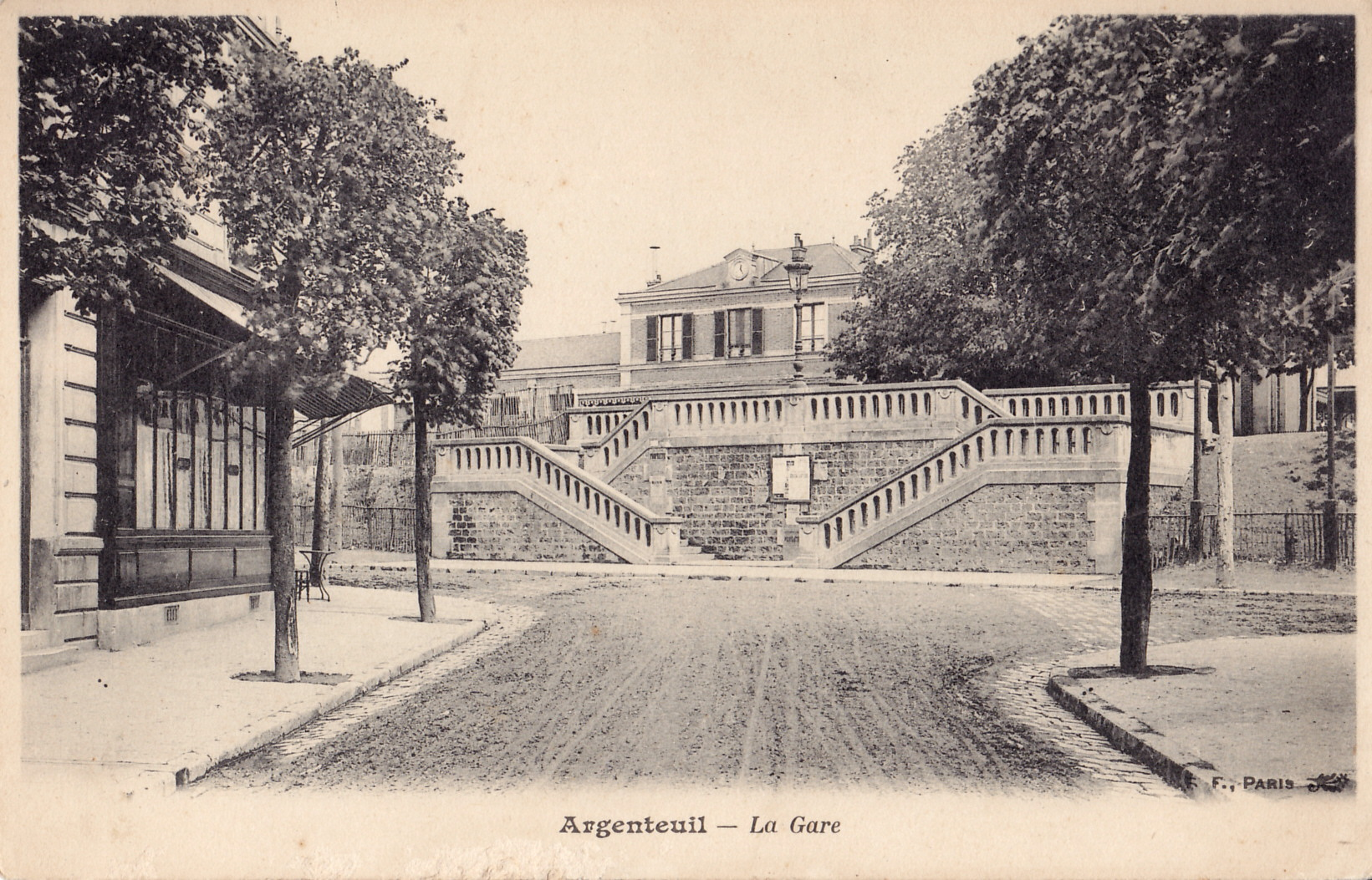
La gare, dans les années 1900.
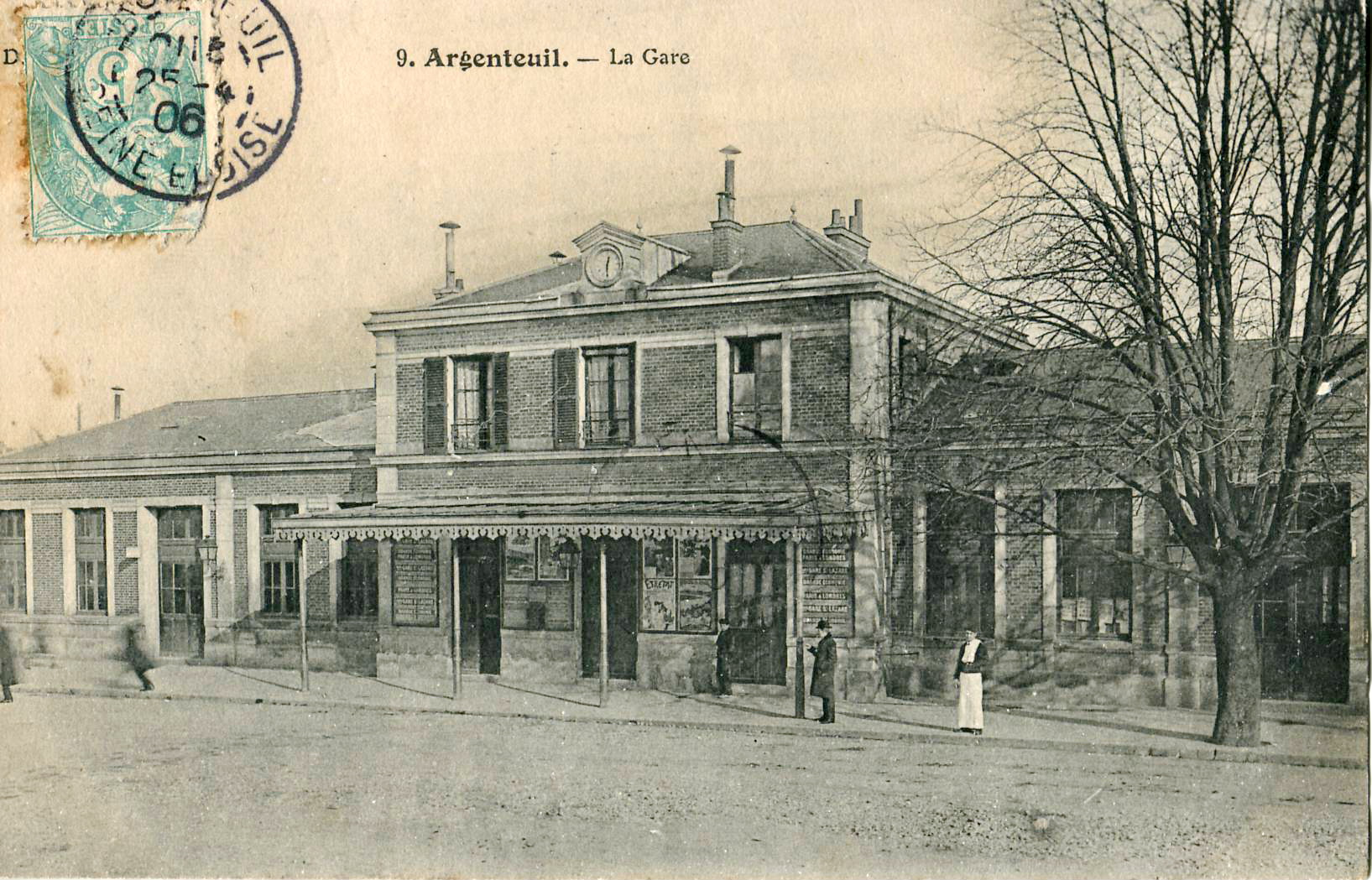
La gare, au début du XXe siècle.
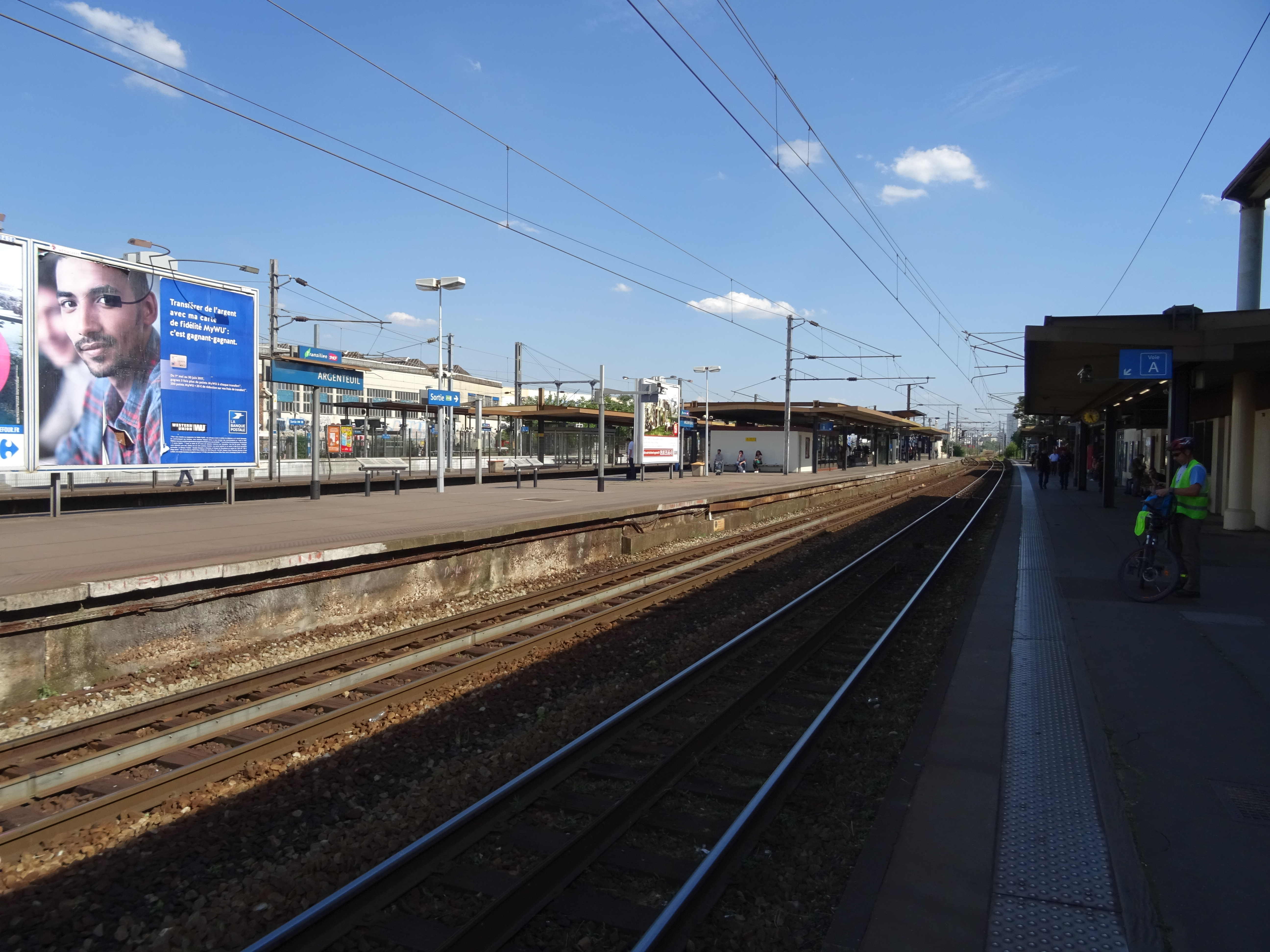
Vue d'ensemble des voies et quais depuis celui vers Pontoise/Mantes-la-Jolie.
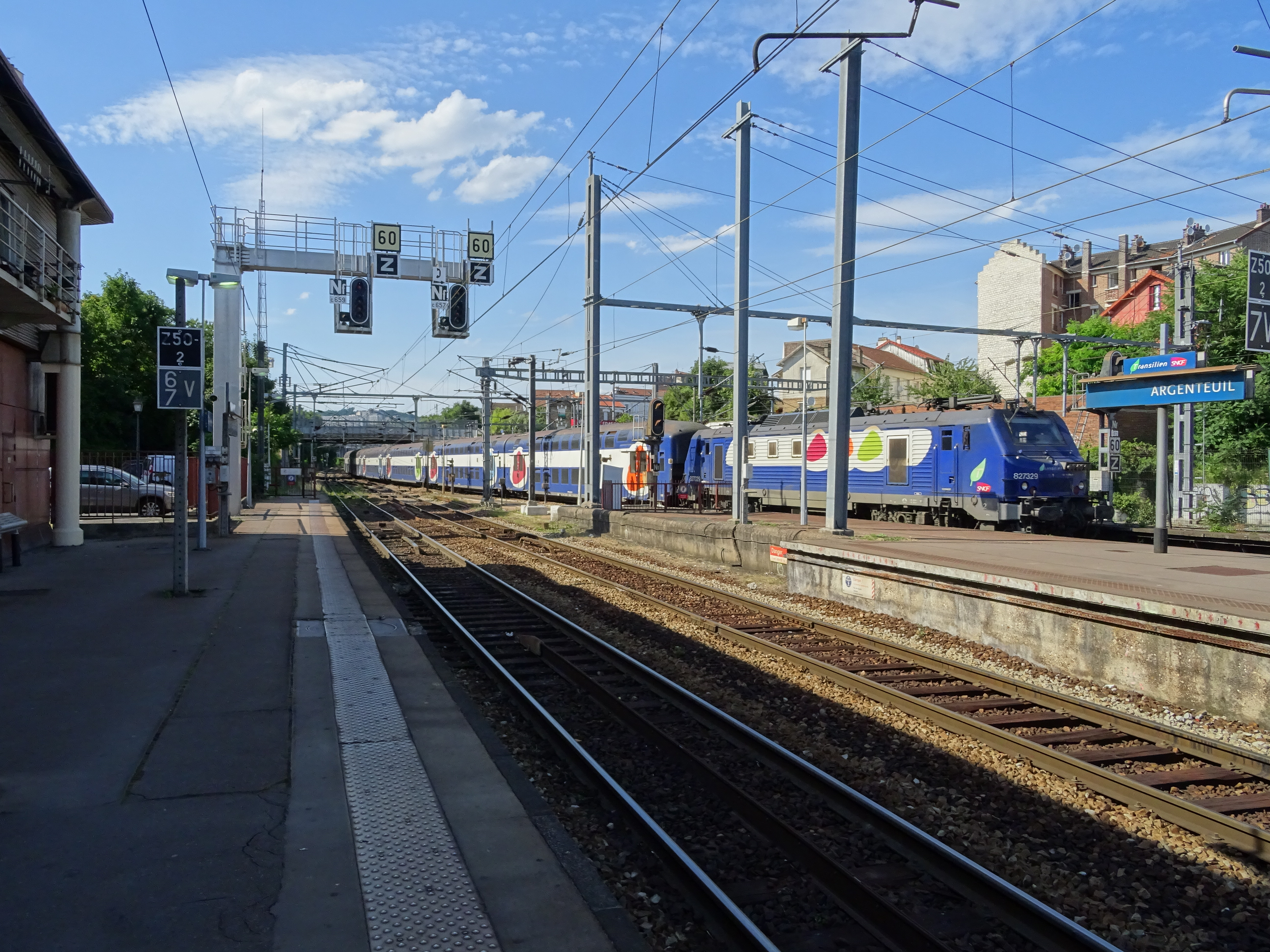
Rame tractée par une BB 27300 entrant en gare et se dirigeant vers Paris-Saint-Lazare.